# Нетупа (Підляське воєводство)
Нетупа (пол. Nietupa) — село в Польщі, у гміні Кринки Сокульського повіту Підляського воєводства.
Населення — 30 осіб (2011).
У 1975-1998 роках село належало до Білостоцького воєводства.

## Демографія
Демографічна структура станом на 31 березня 2011 року:
|          | Загалом | Допрацездатний вік | Працездатний вік | Постпрацездатний вік |
| -------- | ------- | ------------------ | ---------------- | -------------------- |
| Чоловіки | 15      | 2                  | 9                | 4                    |
| Жінки    | 15      | 3                  | 4                | 8                    |
| Разом    | 30      | 5                  | 13               | 12                   |